# Attebo
Attebo är ett naturreservat i Skövde kommun i Västergötland.
Området är skyddat sedan 2012 och omfattar 16 hektar. Det består av äldre högvuxen barrskog. Området sluttar svagt i sydlig riktning. Det finns ett antal fuktstråk med lövträd. 
Reservatet är rikt på död eller döende ved, såväl stående som liggande. Svampfloran är där artrik med flera rödlistade svamparter. Även rödlistade mossor knutna till död ved har hittats. Gransotdyna, granbarkgnagare, stubbtrådmossa och ullticka har hittats i Attebo.  
Inom naturreservatets gränser finns fasta fornlämningar i form av kolningsgropar samt malmuppslag och slaggvarpar. De sistnämnda tyder på en forntida malmframställning.